# 基因捕获
基因捕获（gene trapping）是一种检测生物细胞中基因表达、研究基因功能的一种方法。常用的办法是将带有报告基因的DNA片段随机性导入基因组序列中，使其破坏靶细胞的功能，从而了解靶基因的表达方式，确定被其破坏的基因的位置。